# Aquemini
Aquemini ist das dritte Musikalbum der US-amerikanischen Rapgruppe OutKast und wurde 1998 veröffentlicht. Es erreichte Platz 2 der Billboard Charts und wurde von den Kritikern für seine Originalität hoch gelobt.

## Über das Album
Wie seine Vorgänger Southernplayalisticadillacmuzik und ATLiens zeichnet sich Aquemini durch seine für ein Rapalbum enorme Musikalität aus, die durch eine große Riege an Studiomusikern erzeugt wird, wobei die Instrumentierung der vorherigen Alben noch durch Schlagzeug, Percussion und Hörner ergänzt wird. Die Songs enthalten unter anderem Elemente aus den Genres Country (Rosa Parks), Electro (Synthesizer), Dub (SpottieOttieDopaliscious), Jazz (Liberation) und Rock (Chonkyfire).
Der Titel des Albums leitet sich von den Sternzeichen Big Bois (Aquarius) und André 3000s (Gemini) ab. Als Singles wurden Rosa Parks (Platz 55 in den Billboard Hot 100) und Da Art of Storytellin’ (Part 1) mit einem Vers vom nicht auf der Albumversion vertretenen Slick Rick ausgekoppelt. Rosa Parks wurde 1999 für einen Grammy in der Kategorie Best Rap Performance By a Duo or Group nominiert.

## Gestaltung
Das Cover des Albums ist, wie das von ATLiens, gezeichnet und beinhaltet eine für OutKast zu dem Zeitpunkt typische Symbolik mit u. a. einem UFO, z. T. außerirdisch anmutenden Frauen, einem Cadillac, dem Logo der Gruppe, einem Zodiak und den beiden Tierkreiszeichen Wassermann und Zwillinge. Auf der Rückseite sieht man die beiden Zeichen, als Symbol für den Titel des Albums, vereint inmitten eines großen Zodiaks.
Die CD enthält, wie alle der ersten vier OutKast-Alben, das Bild einer nackten Frau, gemalt von André 3000. Der Name des für 65 $ kaufbaren Bildes lautet „Lady Lava“. Das Booklet enthält neben vielen Bildern und „Thank Yous“ alle Songtexte.

## Titelliste
1. Hold On, Be Strong (Intro)
  - Produziert von Donny Mathis und OutKast
2. Return of the „G“
  - Produziert von Organized Noize
3. Rosa Parks
  - Produziert von OutKast
4. Skew It on the Bar-B (feat. Raekwon)
  - Produziert von Organized Noize
5. Aquemini
  - Produziert von OutKast
6. Synthesizer (feat. George Clinton)
  - Produziert von OutKast
7. Slump (feat. Backbone & Cool Breeze)
  - Produziert von OutKast
8. West Savannah
  - Produziert von Organized Noize
9. Da Art of Storytellin' (Part 1)
  - Produziert von Mr. DJ
10. Da Art of Storytellin' (Part 2)
  - Produziert von Mr. DJ
11. Mamacita (feat. Masada & Witchdoctor)
  - Produziert von Organized Noize
12. SpottieOttieDopaliscious (feat. Sleepy Brown)
  - Produziert von OutKast
13. Y’All Scared (feat. T-Mo, Big Gipp & Khujo von Goodie Mob)
  - Produziert von Mr. DJ
14. Nathaniel (Skit)
15. Liberation (feat. Cee-Lo, Erykah Badu & Big Rube)
  - Produziert von OutKast
16. Chonkyfire
  - Produziert von OutKast

## Kritiken
Aquemini wird seit seiner Veröffentlichung wie kaum ein anderes Hip-Hop-Album von den Kritikern gelobt. Als eines der wenigen Alben der späten 1990er-Jahre erhielt es vom US-Hip-Hop-Magazin The Source die begehrte Höchstwertung „5 Mics“. Die deutsche Hip-Hop-Zeitschrift Juice bewertete Aquemini zusammen mit sechs weiteren Alben zur 100. Ausgabe nachträglich mit „6 Kronen“, der Höchstwertung. Ebenfalls die bestmögliche Wertung bekam das Album unter anderem von der Los Angeles Times, dem All Music Guide, der Entertainment Weekly und der Musikzeitschrift Q.

“Even compared to their already excellent and forward-looking catalog, OutKast’s sprawling third album, Aquemini, was a stroke of brilliance. […] [Dre’s and Big Boi’s] flows grace some of the richest and most inventive hip-hop tracks of the decade. […] What’s most impressive is the way everything comes together to justify the full-CD running time, something few hip-hop epics of this scope ever accomplish. […] Aquemini fulfills all its ambitions, covering more than enough territory to qualify it as a virtuosic masterpiece, and a landmark hip-hop album of the late ’90s.”

Der Rolling Stone führte Aquemini 2003 auf Platz 500 seiner Liste der 500 besten Alben aller Zeiten.
In einer 1999 veröffentlichten Liste zweier Musikzeitschriften der besten „Rock & Rap“-Alben kam Aquemini auf Platz 8.
Eric Clapton äußerte sich im Zuge der Veröffentlichung von Aquemini als großer Fan des Albums.

## Informationen zu den Liedern
- Die Songs 2, 3, 5, 6, 7, 8, 9, 10, 11, 16 enthalten anschließende Interludes. Zwei davon spielen in einem Plattenladen, der eine CD der fiktiven Rapgruppe „Pimp Trick Gangsta Click“ feilbietet.[7] Der Name der Gruppe ist mittlerweile zu einem geflügelten Wort für alle die Klischees des Rap pflegenden Gruppen geworden.[8]
- Die Strophen von André in Return of the G sind an die Leute gerichtet, die ihn aufgrund seines expressionistischen Stils für homosexuell, drogenabhängig oder einem Kult angehörig halten.[7]
- In Slump ist Andrés damals einjähriger Sohn Seven Sirius zu hören.[7]
- West Savannah wurde, wie Big Boi im vorhergehenden Interlude erzählt, bereits 1994 produziert. Dies lässt sich dadurch bestätigen, dass der Song am Anfang des OutKast-Videos Benz Or Beamer von 1995 zu hören ist.[9]
- Auf Slump und West Savannah ist André nicht zu hören.
- Liberation ist der einzige Song überhaupt, in dem Big Boi (ernsthaft) singt.
- Am Ende von Chonkyfire ist die Source-Award-Verleihung 1995 in New York City zu hören, bei der OutKast, nachdem sie als eine der ersten Südstaatengruppen einen Preis verliehen bekamen, vom anwesenden Publikum ausgebuht wurden.[10]